# National Hockey League 1987-1988
La stagione 1987-1988 è stata la 71ª edizione della National Hockey League. La stagione regolare iniziò l'8 ottobre 1987 e si concluse il 3 aprile 1988, mentre i playoff della Stanley Cup terminarono il 14 maggio 1988. I St. Louis Blues ospitarono l'NHL All-Star Game presso la St. Louis Arena il 9 febbraio 1988. Gli Edmonton Oilers sconfissero i Boston Bruins nella finale di Stanley Cup per 4-0, conquistando il quarto titolo nella storia della franchigia in cinque stagioni. Nel corso dei playoff gli Oilers persero solo 2 gare su diciotto disputate, record imbattuto per il formato con serie al meglio delle sette gare.
La NHL introdusse un nuovo trofeo, il King Clancy Memorial Trophy, assegnato al giocatore che meglio esemplifica le qualità di leader dentro e fuori dal ghiaccio e che fornisce un contributo significativo alla sua comunità dal punto di vista umanitario. Fu l'ultima stagione per Wayne Gretzky agli Oilers e, a causa di alcuni guai fisici, per la prima volta nel decennio non fu in grado di conquistare l'Hart Memorial Trophy come miglior giocatore della lega, trofeo che non perdeva dalla stagione 1979-80. Per la prima volta fu dunque Mario Lemieux a vincere l'Hart Trophy e a vincere l'Art Ross Trophy come miglior marcatore. Durante una gara di regular season il 19 dicembre i St. Louis Blues e i Boston Bruins riuscirono a segnare due gol in due secondi.

## Squadre partecipanti
- Boston Bruins
- Buffalo Sabres
- Calgary Flames
- Chicago Blackhawks
- Detroit Red Wings
- Edmonton Oilers
- Hartford Whalers
- Los Angeles Kings
- Minnesota North Stars
- Montreal Canadiens
- New Jersey Devils

- New York Islanders
- New York Rangers
- Philadelphia Flyers
- Pittsburgh Penguins
- Quebec Nordiques
- St. Louis Blues
- Toronto Maple Leafs
- Vancouver Canucks
- Washington Capitals
- Winnipeg Jets

## Pre-season

### NHL Entry Draft
L'Entry Draft si tenne il 13 giugno 1987 presso la Joe Louis Arena di Detroit, in Michigan. I Buffalo Sabres nominarono come prima scelta assoluta il centro canadese Pierre Turgeon. Altri giocatori rilevanti all'esordio in NHL furono Brendan Shanahan, Joe Sakic, John LeClair e Theoren Fleury.

### Canada Cup
La Canada Cup 1987 fu la quarta edizione della Canada Cup, torneo per nazionali organizzato dalla NHL e da Hockey Canada. L'edizione si svolse fra il 28 agosto ed il 15 settembre 1987; per l'occasione furono invitate 6 nazionali americane ed europee, mentre le partite si svolsero in 7 diverse città nordamericane. Al termine di tre finali si impose la nazionale del Canada sconfiggendo l'Unione Sovietica per 2-1.

## Stagione regolare

### Classifiche
= Qualificata per i playoff,       = Primo posto nella Conference,       = Vincitore del Presidents' Trophy

#### Prince of Wales Conference
Adams Division
|    |                    | PG | V  | S  | N  | GF  | GS  | PT  |
| -- | ------------------ | -- | -- | -- | -- | --- | --- | --- |
| 1. | Montreal Canadiens | 80 | 45 | 22 | 13 | 298 | 238 | 103 |
| 2. | Boston Bruins      | 80 | 44 | 30 | 6  | 300 | 251 | 94  |
| 3. | Buffalo Sabres     | 80 | 37 | 32 | 11 | 283 | 305 | 85  |
| 4. | Hartford Whalers   | 80 | 35 | 38 | 7  | 249 | 267 | 77  |
| 5. | Quebec Nordiques   | 80 | 32 | 43 | 5  | 271 | 306 | 69  |

Patrick Division
|    |                     | PG | V  | S  | N  | GF  | GS  | PT |
| -- | ------------------- | -- | -- | -- | -- | --- | --- | -- |
| 1. | New York Islanders  | 80 | 39 | 31 | 10 | 308 | 267 | 88 |
| 2. | Philadelphia Flyers | 80 | 38 | 33 | 9  | 292 | 292 | 85 |
| 3. | Washington Capitals | 80 | 38 | 33 | 9  | 281 | 249 | 85 |
| 4. | New Jersey Devils   | 80 | 38 | 36 | 6  | 295 | 296 | 82 |
| 5. | New York Rangers    | 80 | 36 | 34 | 10 | 300 | 283 | 82 |
| 6. | Pittsburgh Penguins | 80 | 36 | 35 | 9  | 319 | 316 | 81 |

#### Clarence Campbell Conference
Norris Division
|    |                       | PG | V  | S  | N  | GF  | GS  | PT |
| -- | --------------------- | -- | -- | -- | -- | --- | --- | -- |
| 1. | Detroit Red Wings     | 80 | 41 | 28 | 11 | 322 | 269 | 80 |
| 2. | St. Louis Blues       | 80 | 34 | 38 | 8  | 278 | 294 | 76 |
| 3. | Chicago Blackhawks    | 80 | 30 | 41 | 9  | 284 | 328 | 69 |
| 4. | Toronto Maple Leafs   | 80 | 21 | 49 | 10 | 273 | 345 | 52 |
| 5. | Minnesota North Stars | 80 | 19 | 48 | 13 | 242 | 349 | 51 |

Smythe Division
|    |                   | PG | V  | S  | N  | GF  | GS  | PT  |
| -- | ----------------- | -- | -- | -- | -- | --- | --- | --- |
| 1. | Calgary Flames    | 80 | 48 | 23 | 9  | 397 | 305 | 105 |
| 2. | Edmonton Oilers   | 80 | 44 | 25 | 11 | 363 | 288 | 99  |
| 3. | Winnipeg Jets     | 80 | 33 | 36 | 11 | 292 | 310 | 77  |
| 4. | Los Angeles Kings | 80 | 30 | 42 | 8  | 318 | 359 | 68  |
| 5. | Vancouver Canucks | 80 | 25 | 46 | 9  | 272 | 320 | 59  |

### Statistiche

#### Classifica marcatori
La seguente lista elenca i migliori marcatori al termine della stagione regolare.

| Giocatore      | Squadra             | PG | G  | A   | Pt  | +/- | MP  |
| -------------- | ------------------- | -- | -- | --- | --- | --- | --- |
| Mario Lemieux  | Pittsburgh Penguins | 77 | 70 | 98  | 168 | +23 | 92  |
| Wayne Gretzky  | Edmonton Oilers     | 64 | 40 | 109 | 149 | +39 | 24  |
| Denis Savard   | Chicago Blackhawks  | 80 | 44 | 87  | 131 | +4  | 95  |
| Dale Hawerchuk | Winnipeg Jets       | 80 | 44 | 77  | 121 | -9  | 59  |
| Luc Robitaille | Los Angeles Kings   | 80 | 53 | 58  | 111 | -9  | 82  |
| Peter Šťastný  | Quebec Nordiques    | 76 | 46 | 65  | 111 | +2  | 69  |
| Mark Messier   | Edmonton Oilers     | 77 | 37 | 74  | 111 | +21 | 103 |
| Jimmy Carson   | Los Angeles Kings   | 80 | 55 | 52  | 107 | -19 | 45  |
| Håkan Loob     | Calgary Flames      | 80 | 50 | 56  | 106 | +41 | 47  |
| Michel Goulet  | Quebec Nordiques    | 80 | 48 | 58  | 106 | -31 | 56  |

#### Classifica portieri
La seguente lista elenca i migliori portieri al termine della stagione regolare.

| Giocatore       | Squadra             | PG | Min     | V  | S  | P | GS  | SO | Sv%  | MGS  |
| --------------- | ------------------- | -- | ------- | -- | -- | - | --- | -- | ---- | ---- |
| Pete Peeters    | Washington Capitals | 35 | 1894:11 | 14 | 12 | 2 | 88  | 2  | .898 | 2.78 |
| Brian Hayward   | Montreal Canadiens  | 39 | 2245:55 | 22 | 10 | 2 | 107 | 2  | .896 | 2.86 |
| Patrick Roy     | Montreal Canadiens  | 45 | 2582:32 | 23 | 12 | 3 | 125 | 3  | .900 | 2.90 |
| Reggie Lemelin  | Boston Bruins       | 49 | 2821:33 | 24 | 17 | 3 | 138 | 3  | .889 | 2.93 |
| Greg Stefan     | Detroit Red Wings   | 33 | 1851:56 | 17 | 9  | 1 | 96  | 1  | .896 | 3.11 |
| Clint Malarchuk | Washington Capitals | 35 | 2923:53 | 24 | 20 | 4 | 154 | 4  | .885 | 3.16 |
| Mike Liut       | Hartford Whalers    | 60 | 3525:40 | 25 | 28 | 2 | 187 | 2  | .885 | 3.18 |
| Billy Smith     | New York Islanders  | 38 | 2105:26 | 17 | 14 | 2 | 113 | 2  | .894 | 3.22 |
| Glen Hanlon     | Detroit Red Wings   | 47 | 2617:29 | 22 | 17 | 4 | 141 | 4  | .891 | 3.23 |
| Doug Keans      | Boston Bruins       | 30 | 1657:30 | 16 | 11 | 1 | 90  | 1  | .880 | 3.25 |

## Playoff

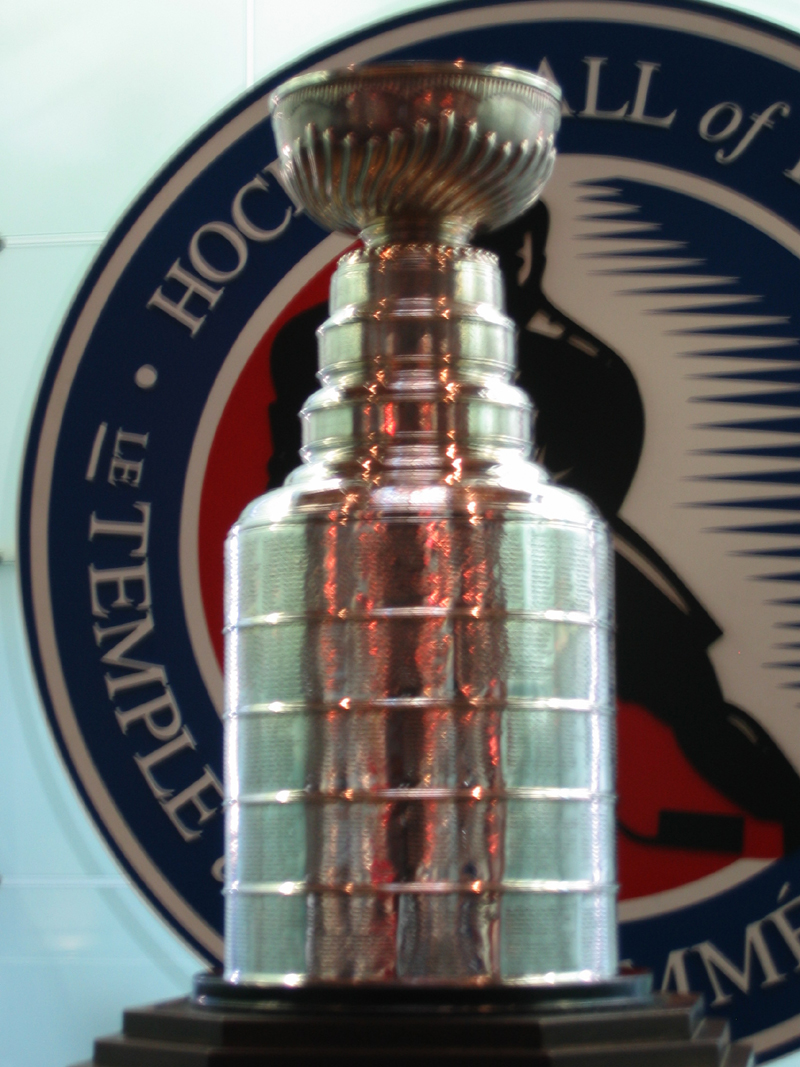
Il trofeo della Stanley Cup

Al termine della stagione regolare le migliori 16 squadre del campionato si sono qualificate per i playoff. I Calgary Flames si aggiudicarono il Presidents' Trophy avendo ottenuto il miglior record della lega con 105 punti.

### Tabellone playoff
Nel primo turno la squadra con il ranking più alto di ciascuna Division si sfida con quella dal posizionamento più basso seguendo lo schema 1-4 e 2-3, usufruendo anche del vantaggio del fattore campo. Il secondo turno determina la vincente divisionale, mentre il terzo vede affrontarsi le squadre vincenti delle Division della stessa Conference per accedere alla finale di Stanley Cup. Il fattore campo osservato nelle finali di conference e in finale di Stanley Cup fu determinato dai punti ottenuti in stagione regolare. Ciascuna serie, al meglio delle sette gare, seguì il formato 2-2-1-1-1: la squadra migliore in stagione regolare avrebbe disputato in casa Gara-1 e 2, (se necessario anche Gara-5 e 7), mentre quella posizionata peggio avrebbe giocato nel proprio palazzetto Gara-3 e 4 (se necessario anche Gara-6).
|  | Semifinali Division | Semifinali Division | Semifinali Division |                   |    | Finali Division     | Finali Division | Finali Division |  |  | Finali Conference | Finali Conference | Finali Conference |  |  | Finale Stanley Cup | Finale Stanley Cup | Finale Stanley Cup |  |
|  |                     |                     |                     |                   |    |                     |                 |                 |  |  |                   |                   |                   |  |  |                    |                    |                    |  |
|  | A1                  | Montreal Canadiens  | 4                   |                   |    |                     |                 |                 |  |  |                   |                   |                   |  |  |                    |                    |                    |  |
|  | A1                  | Montreal Canadiens  | 4                   |                   |    |                     |                 |                 |  |  |                   |                   |                   |  |  |                    |                    |                    |  |
|  | A4                  | Hartford Whalers    | 2                   |                   |    |                     |                 |                 |  |  |                   |                   |                   |  |  |                    |                    |                    |  |
|  | A4                  | Hartford Whalers    | 2                   |                   | A1 | Montreal Canadiens  | 1               |                 |  |  |                   |                   |                   |  |  |                    |                    |                    |  |
|  |                     |                     |                     |                   | A1 | Montreal Canadiens  | 1               |                 |  |  |                   |                   |                   |  |  |                    |                    |                    |  |
|  |                     |                     | A2                  | Boston Bruins     | 4  |                     |                 |                 |  |  |                   |                   |                   |  |  |                    |                    |                    |  |
|  | A2                  | Boston Bruins       | A2                  | Boston Bruins     | 4  | 4                   |                 |                 |  |  |                   |                   |                   |  |  |                    |                    |                    |  |
|  | A2                  | Boston Bruins       |                     |                   |    |                     |                 |                 |  |  |                   |                   |                   |  |  |                    |                    |                    |  |
|  | A3                  | Buffalo Sabres      | 2                   |                   |    |                     |                 |                 |  |  |                   |                   |                   |  |  |                    |                    |                    |  |
|  | A3                  | Buffalo Sabres      | 2                   |                   | A2 | Boston Bruins       | 4               |                 |  |  |                   |                   |                   |  |  |                    |                    |                    |  |
|  |                     |                     |                     |                   |    |                     |                 |                 |  |  |                   |                   |                   |  |  |                    |                    |                    |  |
|  |                     |                     | P4                  | New Jersey Devils | 3  |                     |                 |                 |  |  |                   |                   |                   |  |  |                    |                    |                    |  |
|  | P1                  | New York Islanders  | P4                  | New Jersey Devils | 3  | 2                   |                 |                 |  |  |                   |                   |                   |  |  |                    |                    |                    |  |
|  | P1                  | New York Islanders  |                     |                   |    |                     |                 |                 |  |  |                   |                   |                   |  |  |                    |                    |                    |  |
|  | P4                  | New Jersey Devils   | 4                   |                   |    |                     |                 |                 |  |  |                   |                   |                   |  |  |                    |                    |                    |  |
|  | P4                  | New Jersey Devils   | 4                   |                   | P2 | Washington Capitals | 3               |                 |  |  |                   |                   |                   |  |  |                    |                    |                    |  |
|  |                     |                     |                     |                   | P2 | Washington Capitals | 3               |                 |  |  |                   |                   |                   |  |  |                    |                    |                    |  |
|  |                     |                     | P4                  | New Jersey Devils | 4  |                     |                 |                 |  |  |                   |                   |                   |  |  |                    |                    |                    |  |
|  | P2                  | Washington Capitals | P4                  | New Jersey Devils | 4  | 4                   |                 |                 |  |  |                   |                   |                   |  |  |                    |                    |                    |  |
|  | P2                  | Washington Capitals |                     |                   |    |                     |                 |                 |  |  |                   |                   |                   |  |  |                    |                    |                    |  |
|  | P3                  | Philadelphia Flyers | 3                   |                   |    |                     |                 |                 |  |  |                   |                   |                   |  |  |                    |                    |                    |  |
|  | P3                  | Philadelphia Flyers | 3                   |                   | A2 | Boston Bruins       | 0               |                 |  |  |                   |                   |                   |  |  |                    |                    |                    |  |
|  |                     |                     |                     |                   |    |                     |                 |                 |  |  |                   |                   |                   |  |  |                    |                    |                    |  |
|  |                     |                     | S2                  | Edmonton Oilers   | 4  |                     |                 |                 |  |  |                   |                   |                   |  |  |                    |                    |                    |  |
|  | N1                  | Detroit Red Wings   | S2                  | Edmonton Oilers   | 4  | 4                   |                 |                 |  |  |                   |                   |                   |  |  |                    |                    |                    |  |
|  | N1                  | Detroit Red Wings   |                     |                   |    |                     |                 |                 |  |  |                   |                   |                   |  |  |                    |                    |                    |  |
|  | N4                  | Toronto Maple Leafs | 2                   |                   |    |                     |                 |                 |  |  |                   |                   |                   |  |  |                    |                    |                    |  |
|  | N4                  | Toronto Maple Leafs | 2                   |                   | N1 | Detroit Red Wings   | 4               |                 |  |  |                   |                   |                   |  |  |                    |                    |                    |  |
|  |                     |                     |                     |                   | N1 | Detroit Red Wings   | 4               |                 |  |  |                   |                   |                   |  |  |                    |                    |                    |  |
|  |                     |                     | N2                  | St. Louis Blues   | 1  |                     |                 |                 |  |  |                   |                   |                   |  |  |                    |                    |                    |  |
|  | N2                  | St. Louis Blues     | N2                  | St. Louis Blues   | 1  | 4                   |                 |                 |  |  |                   |                   |                   |  |  |                    |                    |                    |  |
|  | N2                  | St. Louis Blues     |                     |                   |    |                     |                 |                 |  |  |                   |                   |                   |  |  |                    |                    |                    |  |
|  | N3                  | Chicago Blackhawks  | 1                   |                   |    |                     |                 |                 |  |  |                   |                   |                   |  |  |                    |                    |                    |  |
|  | N3                  | Chicago Blackhawks  | 1                   |                   | N1 | Detroit Red Wings   | 1               |                 |  |  |                   |                   |                   |  |  |                    |                    |                    |  |
|  |                     |                     |                     |                   |    |                     |                 |                 |  |  |                   |                   |                   |  |  |                    |                    |                    |  |
|  |                     |                     | S2                  | Edmonton Oilers   | 4  |                     |                 |                 |  |  |                   |                   |                   |  |  |                    |                    |                    |  |
|  | S1                  | Calgary Flames      | S2                  | Edmonton Oilers   | 4  | 4                   |                 |                 |  |  |                   |                   |                   |  |  |                    |                    |                    |  |
|  | S1                  | Calgary Flames      |                     |                   |    |                     |                 |                 |  |  |                   |                   |                   |  |  |                    |                    |                    |  |
|  | S4                  | Los Angeles King    | 1                   |                   |    |                     |                 |                 |  |  |                   |                   |                   |  |  |                    |                    |                    |  |
|  | S4                  | Los Angeles King    | 1                   |                   | S1 | Calgary Flames      | 0               |                 |  |  |                   |                   |                   |  |  |                    |                    |                    |  |
|  |                     |                     |                     |                   | S1 | Calgary Flames      | 0               |                 |  |  |                   |                   |                   |  |  |                    |                    |                    |  |
|  |                     |                     | S2                  | Edmonton Oilers   | 4  |                     |                 |                 |  |  |                   |                   |                   |  |  |                    |                    |                    |  |
|  | S2                  | Edmonton Oilers     | S2                  | Edmonton Oilers   | 4  | 4                   |                 |                 |  |  |                   |                   |                   |  |  |                    |                    |                    |  |
|  | S2                  | Edmonton Oilers     |                     |                   |    |                     |                 |                 |  |  |                   |                   |                   |  |  |                    |                    |                    |  |
|  | S3                  | Winnipeg Jets       | 1                   |                   |    |                     |                 |                 |  |  |                   |                   |                   |  |  |                    |                    |                    |  |

### Stanley Cup
La finale della Stanley Cup 1988 è stata una serie al meglio delle sette gare che ha determinato il campione della National Hockey League per la stagione 1987-88. Gli Edmonton Oilers hanno sconfitto i Boston Bruins in quattro partite e si sono aggiudicati la Stanley Cup per la quarta volta nella loro storia.

## Premi NHL
- Stanley Cup: Edmonton Oilers
- Presidents' Trophy: Calgary Flames

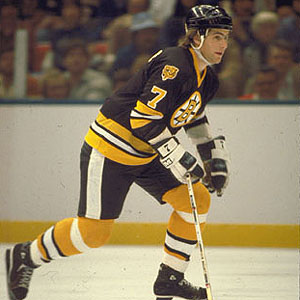
Il giocatore dei Boston Bruins Ray Bourque, vincitore per la seconda volta del James Norris Memorial Trophy e finalista della Stanley Cup.

- Prince of Wales Trophy: Boston Bruins
- Clarence S. Campbell Bowl: Edmonton Oilers
- Art Ross Trophy: Mario Lemieux (Pittsburgh Penguins)
- Bill Masterton Memorial Trophy: Bob Bourne (Los Angeles Kings)
- Calder Memorial Trophy: Joe Nieuwendyk (Calgary Flames)
- Conn Smythe Trophy: Wayne Gretzky (Edmonton Oilers)
- Frank J. Selke Trophy: Guy Carbonneau (Montreal Canadiens)
- Hart Memorial Trophy: Mario Lemieux (Pittsburgh Penguins)
- Jack Adams Award: Jacques Demers (Detroit Red Wings)
- James Norris Memorial Trophy: Ray Bourque (Boston Bruins)
- King Clancy Memorial Trophy: Lanny McDonald (Calgary Flames)
- Lady Byng Memorial Trophy: Mats Näslund (Montreal Canadiens)
- Lester B. Pearson Award: Mario Lemieux (Pittsburgh Penguins)
- Lester Patrick Trophy: Keith Allen, Fred Cusick, Bob Johnson
- NHL Plus/Minus Award: Brad McCrimmon (Calgary Flames)
- Vezina Trophy: Grant Fuhr (Edmonton Oilers)
- William M. Jennings Trophy: Patrick Roy e Brian Hayward (Montreal Canadiens)

### NHL All-Star Team
First All-Star Team
- Attaccanti: Luc Robitaille • Mario Lemieux • Håkan Loob
- Difensori: Ray Bourque • Scott Stevens
- Portiere: Grant Fuhr

Second All-Star Team
- Attaccanti: Michel Goulet • Wayne Gretzky • Cam Neely
- Difensori: Gary Suter • Brad McCrimmon
- Portiere: Patrick Roy

NHL All-Rookie Team
- Attaccanti: Ray Sheppard • Joe Nieuwendyk • Iain Duncan
- Difensori: Glen Wesley • Calle Johansson
- Portiere: Darren Pang